# 아우토반 15호선

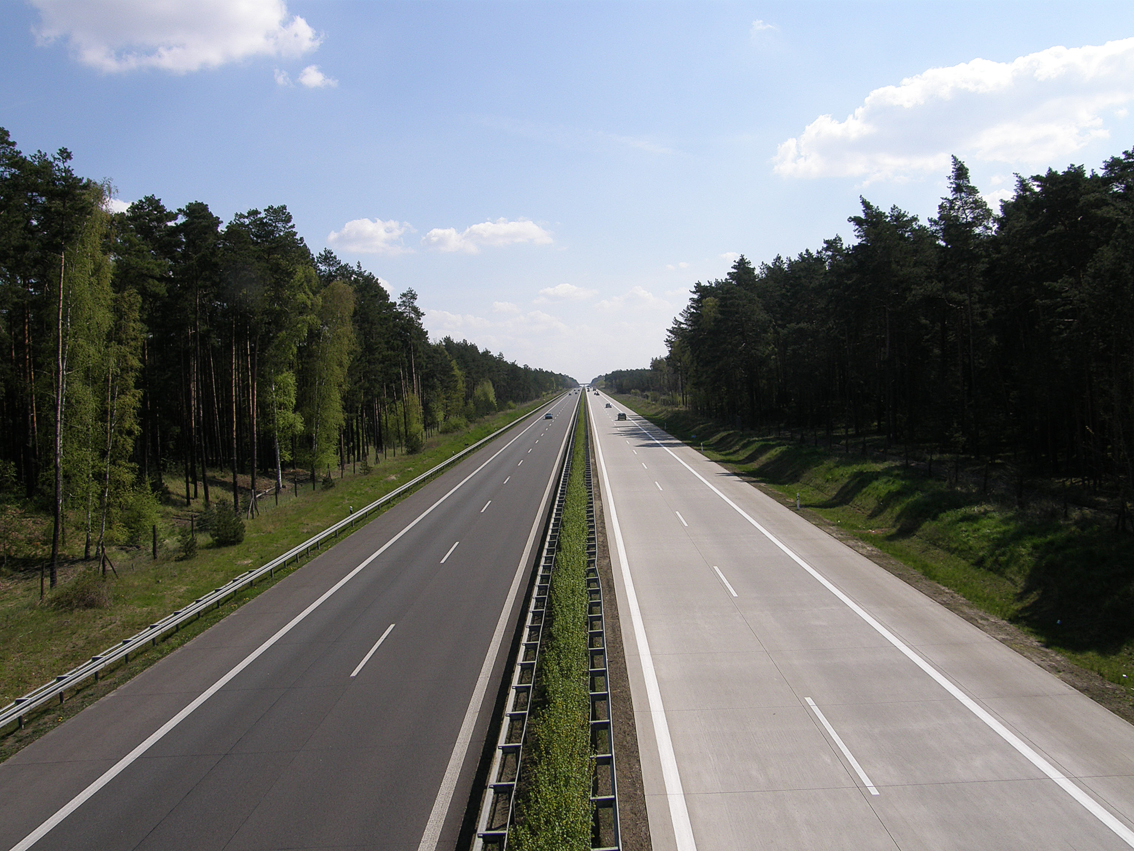
콜코위츠 근처를 통과하고 있는 아우토반 15호선.

아우토반 15호선(독일어: Bundesautobahn 15)은 브란덴부르크주의 뤼베나우와 포르스트까지 이어주는 총 연장 64km의 거리를 가진 독일의 연방 고속도로 노선이다. 그러나 해당 고속도로는 독일 제국 시절에 만들어진 아우토반으로, 브로츠와프와 베를린, 브로츠와프, 괴를리츠 등을 경유한다. 다만 해당 도로는 폴란드의 국경까지 이어주지만, 유럽 고속도로 36호선의 일부를 이루고 있다.